# Radiotelevisión eslovena
Radiotelevizija Slovenija (en español, Radiotelevisión eslovena), también conocida por las siglas RTVSLO, es la compañía de radiodifusión pública de Eslovenia. Fue fundada en 1928 y actualmente gestiona tres canales de televisión, tres cadenas nacionales de radio, una señal internacional, dos estudios regionales y un sitio web multimedia.
El grupo formó parte de la radiotelevisión yugoslava hasta 1991, cuando Eslovenia se independizó. Su sede central se encuentra en Liubliana y cuenta con centros de producción en Maribor, que elabora contenidos para la minoría lingüística húngara, y en Koper, para la población de habla italiana. La programación cumple un servicio público y debe ofrecer contenidos representativos de todo el país.
Es miembro de la Unión Europea de Radiodifusión desde 1993.

## Historia
La actual Radiotelevisión eslovena (RTVSLO) comenzó el 1 de septiembre de 1928 con la primera emisión en pruebas de Radio Ljubljana, que se regularizó el 28 de octubre del mismo año. Durante la Segunda Guerra Mundial sus repetidores fueron destruidos y la emisora fue ocupada por los soldados italianos, pero la actividad volvió a la normalidad con el restablecimiento de Yugoslavia en 1945. Desde entonces fue integrada en la radiotelevisión yugoslava (JRT).
El 1 de abril de 1949 se llevaron a cabo las primeras emisiones de televisión, pero el servicio no fue inaugurado hasta el 28 de noviembre de 1958 como Televizija Ljubljana. El nuevo medio tuvo un rápido desarrollo, en colaboración con otras cadenas de la JRT. El informativo en esloveno se emitió por primera vez el 15 de abril de 1968.
A diferencia de otras emisoras yugoslavas, la radiotelevisión de Liubliana desarrolló canales específicos para las minorías lingüísticas. En 1970 se creó el segundo canal de televisión esloveno y un año después comenzaron las emisiones de TV Koper Capodistria, con sede en Koper. Aunque estaba dirigida en exclusiva a los hablantes italianos de la región de Istria, su señal también podía captarse en algunas regiones italianas, donde rompió el monopolio que hasta la fecha ostentaba la RAI. Las emisiones comenzaron en 1972 y se consolidaron en 1975.
En 1990, la empresa cambió su nombre de RTV Ljubljana al actual Radiotelevizija Slovenija. Eslovenia fue el primer estado que declaró su independencia de Yugoslavia el 25 de junio de 1991. A los pocos días, RTVSLO se desligó de la radiotelevisión yugoslava. El 1 de enero de 1993 ingresó en la Unión Europea de Radiodifusión. En un nuevo panorama audiovisual marcado por la aparición de medios de comunicación privados, RTVSLO tuvo que reforzar su rol de servicio público e inició un proceso de digitalización, consolidado en 2001 con la creación del servicio multimedia MMC (Multimedijski center). En 2008 comenzó a emitir en alta definición a través de la televisión digital terrestre.

## Organización

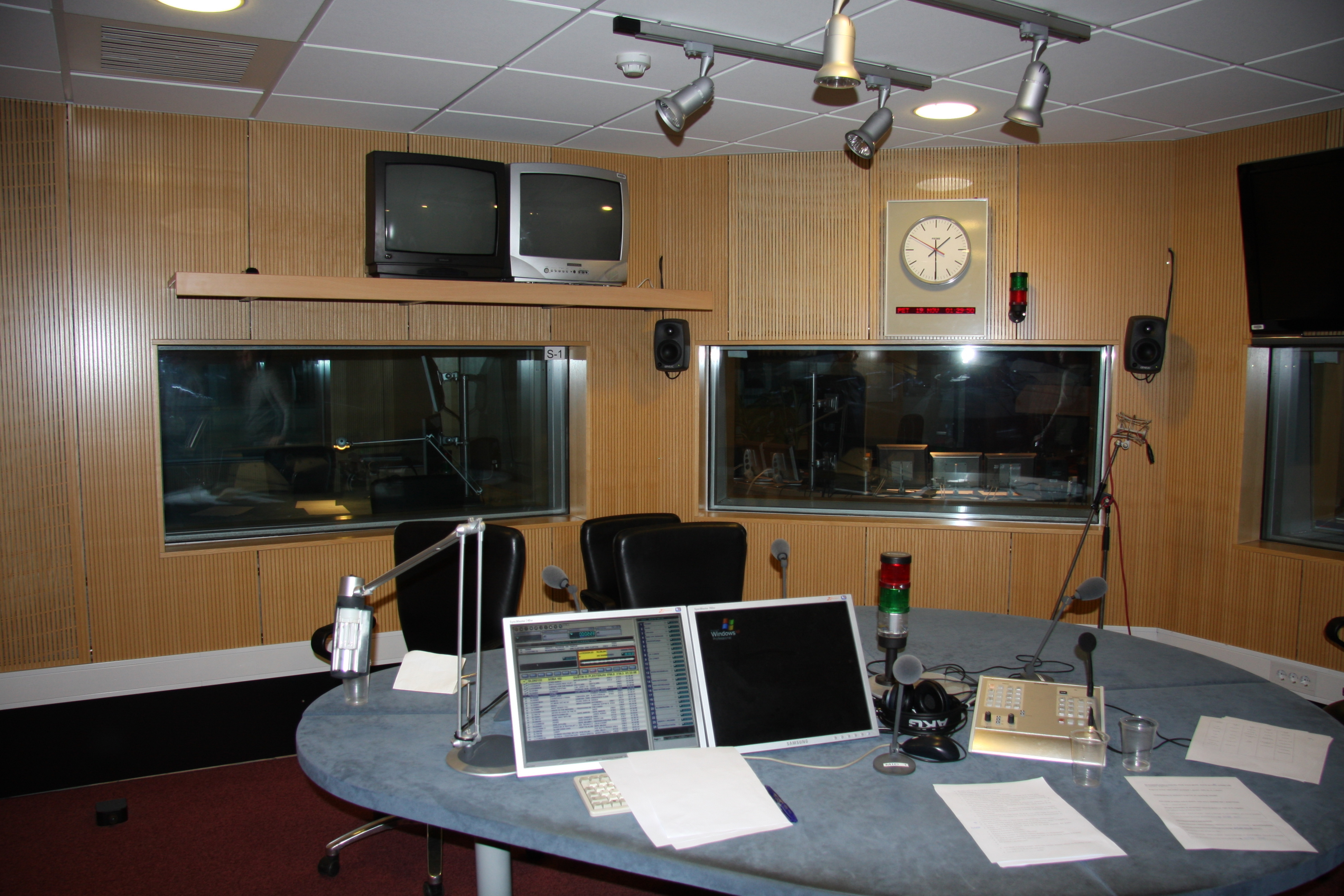
Estudios de la radio eslovena en Liubliana.

Radiotelevizija Slovenija (RTVSLO) es una empresa pública estatal, controlada por un Consejo de Programación formado por 29 miembros, nombrados entre la Asamblea Nacional y distintos estamentos de la sociedad civil eslovena para un mandato de cuatro años. Este Consejo elige al director general, que después será ratificado por el parlamento esloveno. Por debajo se encuentra el Consejo Supervisor, formado por 11 miembros elegidos entre el Gobierno, la Asamblea Nacional y los trabajadores de la entidad. RTVSLO se financia principalmente a través de un impuesto directo y también percibe ingresos por la venta de publicidad, cuya emisión está limitada.
Según el primer artículo de la Ley de Radiotelevizija Slovenija, aprobada en noviembre de 2005, el grupo es una «institución pública de especial importancia cultural y nacional» y con vocación de servicio público, que debe cubrir las necesidades democráticas, sociales y culturales de «los ciudadanos de la República de Eslovenia, los eslovenos de todo el mundo, las minorías nacionales eslovenas en Italia, Austria y Hungría, y la minoría húngara en territorio esloveno». Además, debe asegurarse la autonomía institucional e independencia editorial de la radiotelevisión pública, así como dotarle del presupuesto necesario.
Sobre el control de la radiotelevisión pública se han celebrado dos referendos. En 2005, el ejecutivo de Janez Janša impulsó una reforma de la Ley de RTVSLO para aumentar el control del Gobierno sobre la elección de miembros del Consejo de Programación, aprobada por un estrecho margen. Cinco años después se hizo otra consulta con un objetivo similar, que en esta ocasión fue rechazada por el 72% de los votantes.
Los estudios centrales se encuentran en Liubliana, la capital del país. Además existen dos centros territoriales para cubrir las necesidades de las minorías lingüísticas del país. La población de habla húngara cuenta con un centro territorial en Maribor que gestiona una radio y un canal de televisión. Y en el caso de la población de habla italiana, hay un centro territorial en Koper con el mismo cometido.
La imagen corporativa de RTVSLO está basada en la escultura «Niño con una flauta» del artista esloveno Zdenko Kalin.

## Radio
RTVSLO mantiene actualmente ocho emisoras de radio, de las cuales tres emiten a nivel nacional, una es internacional y el resto son cadenas regionales. Todos los canales pueden escucharse en Internet.

### Emisoras nacionales
| Logo | Canal      | Información |
| ---- | ---------- | --- |
|      | Radio Prvi | Emisora generalista con información, entretenimiento y cobertura de acontecimientos especiales. Su eslogan es Vedno Prvi, que en esloveno significa «Siempre primero». |
|      | Val 202    | Dedicada a los jóvenes, cuenta con programas de entretenimiento y musicales. También tiene boletines informativos. Entró al aire en 16 de junio de 1972.               |
|      | ARS        | Emisora cultural y de música clásica. Entró al aire en 1969. |

### Emisoras regionales
| Logo | Canal                         | Información                                                                                        |
| ---- | ----------------------------- | -------------------------------------------------------------------------------------------------- |
|      | Radio Koper                   | Cobertura en el Litoral esloveno. Emite en esloveno. Entró al aire el 25 de mayo de 1949.          |
|      | Radio Capodistria             | Cobertura en el Litoral esloveno e Istria. Emite en italiano. Entró al aire el 25 de mayo de 1949. |
|      | Radio Maribor                 | Cobertura en el Noroeste esloveno. Emite en esloveno.                                              |
|      | MMR (Muravidéki Magyar Rádió) | Cobertura en Prekmurje. Emite en húngaro.                                                          |

### Emisoras internacionales
| Logo | Canal                        | Información |
| ---- | ---------------------------- | --- |
|      | Radio Slovenia International | También conocida como Radio Si. Su sede se encuentra en Maribor y emite programación tanto para la diáspora eslovena como para los extranjeros que residen en el país. |

## Televisión
RTVSLO gestiona cinco canales en la televisión digital terrestre, de los cuales tres son de cobertura nacional y dos son regionales. El primer y el segundo canal tienen además versión en alta definición.

### Cadenas nacionales
| Logo | Canal    | Información |
| ---- | -------- | --- |
|      | TV SLO 1 | Anteriormente conocido como TV Ljubljana, comenzó sus emisiones el 28 de noviembre de 1958. Su programación es generalista y es la principal televisión del grupo. |
|      | TV SLO 2 | Dedicado a la cobertura de eventos deportivos, programación cultural y otros espacios sin cabida en el primer canal. Comenzó sus emisiones en 1970.                |
|      | TV SLO 3 | Comenzó sus emisiones en 2008. Es un canal que retransmite las sesiones del parlamento esloveno, documentales, entrevistas y noticias.                             |

### Cadenas regionales
| Logo | Canal                | Información |
| ---- | -------------------- | --- |
|      | TV Koper Capodistria | Canal dirigido a la minoría lingüística italiana, comenzó sus emisiones en 1971. Su sede se encuentra en Koper. Emite en esloveno e italiano. |
|      | TV Maribor           | Canal regional con sede en Maribor, emite en esloveno y húngaro. Comenzó sus emisiones en 1968.                                               |